# Michiko Naruke
Michiko Naruke (なるけ みちこ, Naruke Michiko) est une compositrice japonaise de jeu vidéo, connue pour son travail sur la série des Wild Arms.

## Carrière
Michiko Naruke a commencé à travailler pour Telenet Japan et Riot, deux sociétés de développement de jeux vidéo. Elle quitte par la suite ces sociétés pour rejoindre Media Vision. Bien qu'elle soit connue principalement pour son travail sur Wild ARMs, elle a également composé pour le jeu Psycho Dream et la série Tenshi no Uta sur PC Engine.
Elle a composé plus de 400 musiques pour Wild ARMs. Le thème d'ouverture et de fin de Wild ARMs incluent des paroles, chantées respectivement par Machiko Watanabe et Kaori Asoh. Pour le 10e anniversaire de la série, Nana Mizuki a été choisie en tant que chanteuse.
Les musiques de Michiko Naruke se distinguent par la présence de sifflements (exécutés par Naoki Takao). Elle a composé intégralement la bande originale de la série Wild ARMs, excepté le quatrième volet Wild ARMs : The 4th Detonator où elle tombe malade pendant le développement du jeu, et n'est donc pas la compositrice exclusive.

## Inspirations
La musique de Michiko Naruke provient des vieux westerns, avec l'utilisation de guitares, de sifflements, de banjos, d'harmonicas. Par ailleurs certaines de ses musiques reprennent explicitement des œuvres déjà existantes, telles que L'estasi dell'oro du film Le Bon, la Brute et le Truand ou encore la Marche Nuptiale de Richard Wagner.
Michiko Naruke s'inspirerait également de compositeurs plus classiques comme Jerry Goldsmith et Johann Sebastian Bach.

## Musiciens
Les musiciens récurrents dans les musiques de Michiko Naruke :
- Chant : Machiko Watanabe, Kaori Asoh, Nana Mizuki
- Chœur et sifflement : Naoki Takao
- Chœur : Shin'ichi Naruke
- Guitare : Yoshiharu Izutsu

Kanako Ito's Orchestra :
- 1ers violons : Kanako Ito, Emiko Hagino, Takayuki Oshigane, Masako Hamada, Mie Murao, Makiko Yamamoto
- 2nd violons : Hiroki Muton, Kazuo Watanabe, Izumi Hisanaga, Miyoko Tsubuku
- Altos : Rieko Kouno, Makoto Motoi
- Violoncelles : Toshihiko Tsuchida, Hajime Terai
- Trompettes : Eric Miyashiro, Koji Nishimura
- Trombones : Satoshi Sano, Mitsuaki Uchida
- Hautbois : Toru Himeno

## Discographie
- Valis III Original Soundtrack [1990] (cocompositrice)
- Tenshi no Uta [1991] (cocompositrice avec Shinobu Ogawa)
- Psycho Dream [1992]
- Tenshi no Uta 2: Datenshi no Sentaku [1993] (compositrice)
- Tenshi no Uta: Shiroki Tsubasa no Inori [1994] (cocompositrice avec Motoi Sakuraba)
- Wild ARMs Original Game Soundtrack (en) [1996]
- Wild ARMs DRAMA vol. 1 (en) [1998] (compositrice)
- Wild ARMs: 2nd Ignition Original Soundtrack [1999]
- Wild ARMs: Advanced 3rd Original Soundtrack [2002]
- alone the world: Wild ARMs Vocal Collection [2002] (compositrice)
- WILD ARMS: 2nd IGNITION ORIGINAL DRAMA [2002] (compositrice)
- WILD ARMS: Advanced 3rd ORIGINAL DRAMA [2002] (compositrice)
- The Elegy of the Battle [2003] (compositrice sur la piste 8)
- Wild ARMs: Alter Code: F Original Score [2004]
- Wild ARMs: the 4th Detonator Original Score [2005] (cocompositrice)
- Wild Arms Complete Tracks (en) [2006]
- Wild ARMs Music the Best -feeling wind- [2006] (compositrice)
- Wild ARMs Music the Best -rocking heart- [2006](compositrice)
- FM Sound Module Maniax [2006] (cocompositrice, arrangeur)
- Wild ARMs: the Vth Vanguard Original Score vol. 1 [2006] (cocompositrice)
- Wild ARMs XF: Crossfire [2007] (compositrice, auteur)
- Super Smash Bros. Brawl [2007] (arrangeur sur "The Legend of Zelda: Ocarina of Time Medley", "Bramble Blast")
- RIZ-ZOAWD (cocompositrice avec Hitoshi Sakimoto)[3]
- Eiyuden Chronicle: Hundred Heroes des producteurs de Suikoden